# Dezember 1916
Portal Geschichte | Portal Biografien | Aktuelle Ereignisse | Jahreskalender | Tagesartikel

◄ |
19. Jahrhundert |
20. Jahrhundert
| 21. Jahrhundert

◄ |
1880er |
1890er |
1900er |
1910er
| 1920er | 1930er | 1940er | ►

◄ |
1912 |
1913 |
1914 |
1915 |
1916
| 1917 | 1918 | 1919 | 1920 | ►

◄ |
September 1916 |
Oktober 1916 |
November 1916 |
Dezember 1916 |
Januar 1917 |
Februar 1917 |
März 1917 |
►
Dieser Artikel behandelt tagesbezogene Nachrichten und Ereignisse im Dezember 1916.

## Tagesgeschehen

### Freitag, 1. Dezember

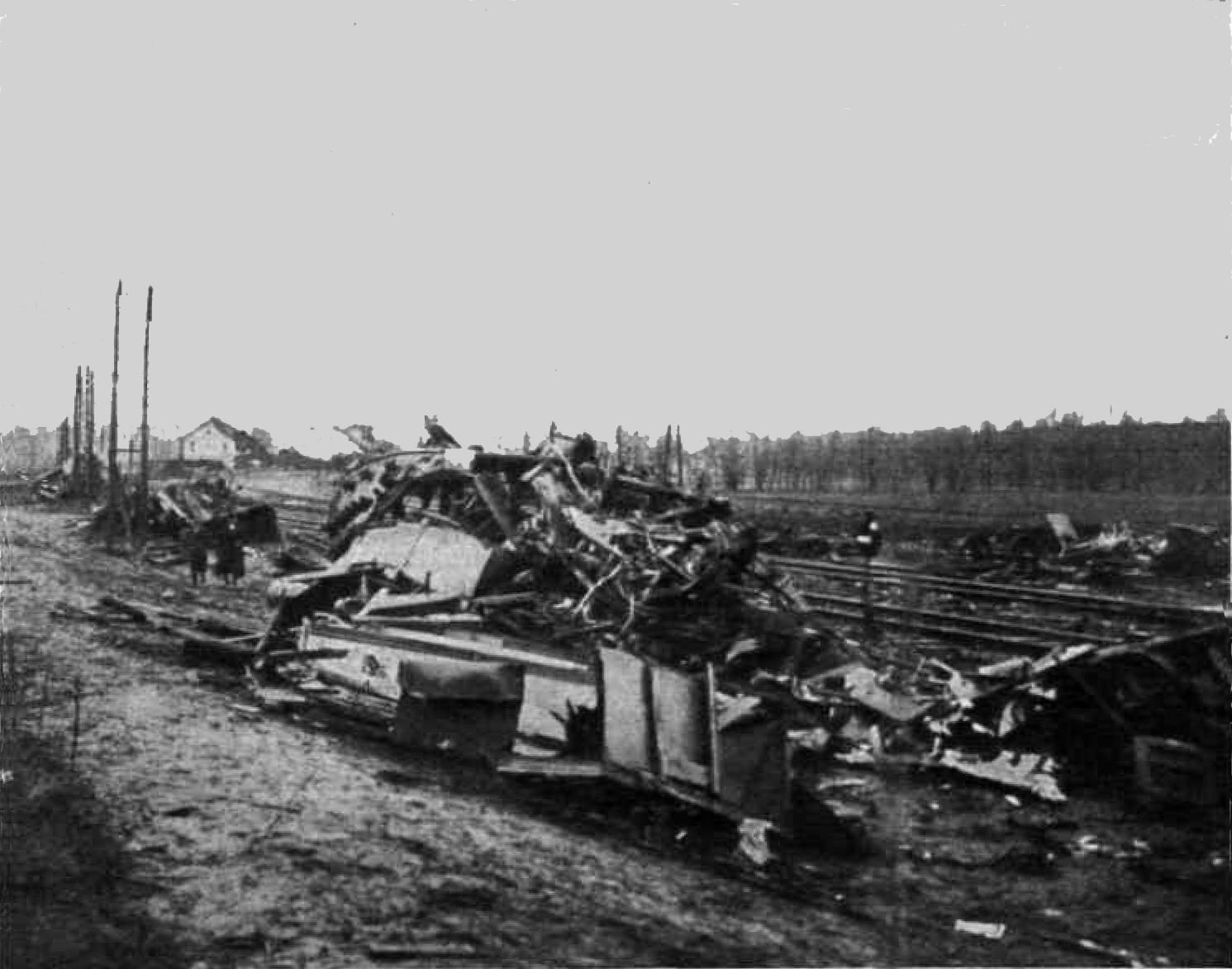
Eisenbahnunfall von Herceghalom

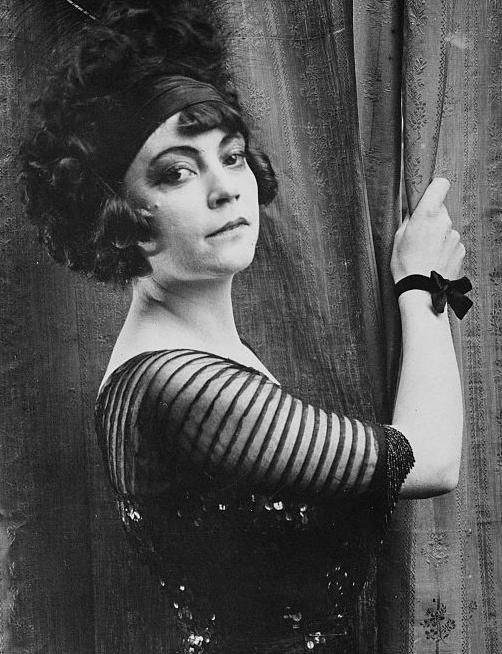
Asta Nielsen (1911)

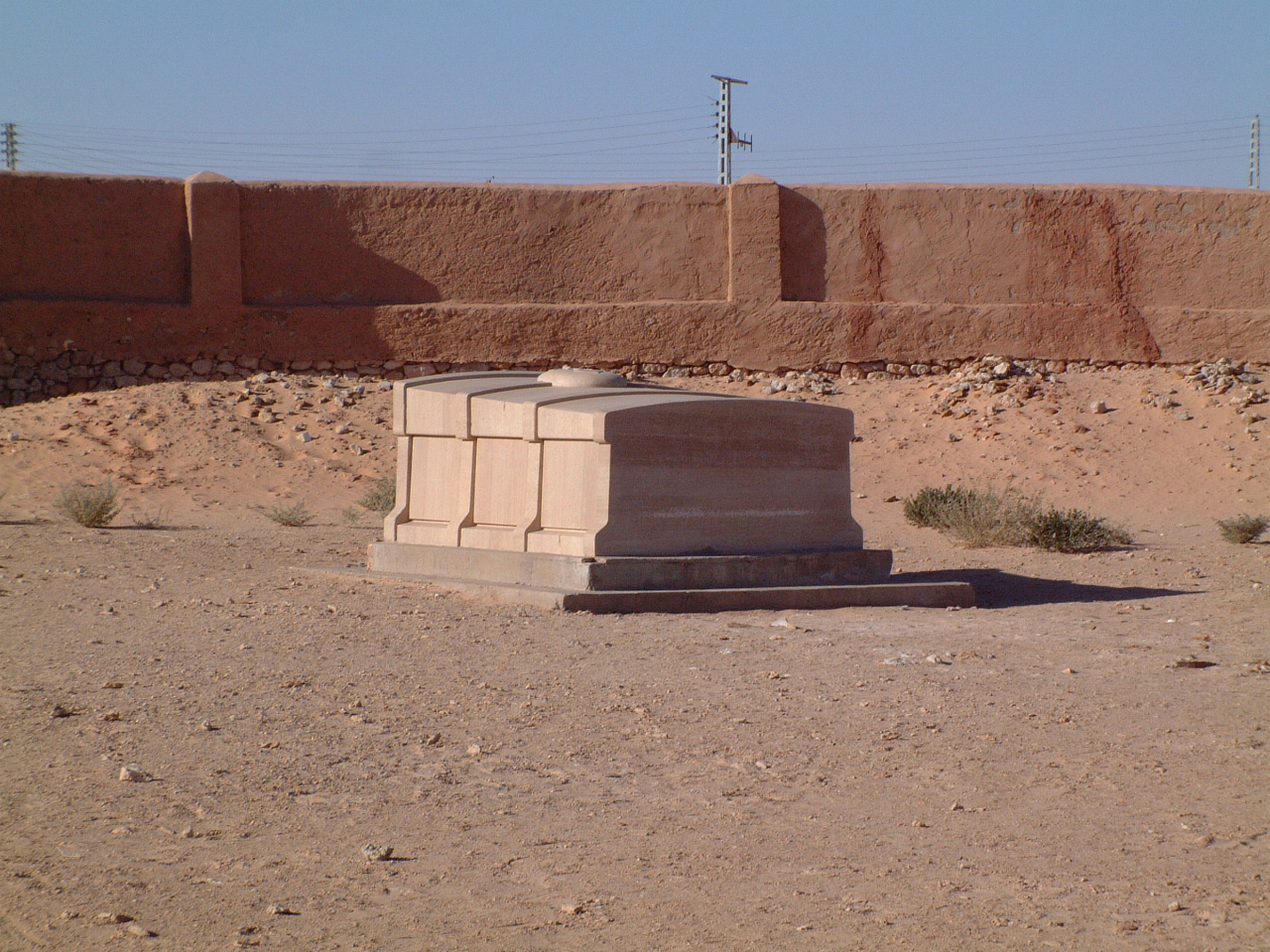
Grabstätte von de Foucauld bei El Golea

- Herceghalom/Ungarn: Um 00:24 Uhr kommt es zu einem folgenschweren Eisenbahnunfall bei dem 69 Menschen sterben.
- Österreich-Ungarn: Das Amt für Volksernährung nimmt auf Anweisung des Ministeriums Koerber II die Arbeit auf.
- Berlin/Deutsches Reich: Das Filmdrama Aschenbrödel von Urban Gad wird unter anderem in den Berliner Union-Theatern uraufgeführt. Die Hauptrolle der Lore spielt Asta Nielsen.
- Tamanrasset/Algerien: Eine von Charles de Foucauld errichtete Klause wird von plündernden Tuareg und aufständischen Senussi besetzt. Foucauld soll verschleppt werden, um zu verhindern, dass er militärisch wertvolle Information an die französische Armee leitet. Als in einiger Entfernung Reiter auftauchen, die für Méharisten (arabische Söldner in französischen Diensten) gehalten wurden, gerät einer der Bewacher in Panik und erschießt den Gefangenen.[1] Charles de Foucauld wird am 13. November 2005 von Papst Benedikt XVI. seliggesprochen.

### Samstag, 2. Dezember
- Österreich-Ungarn: Konrad zu Hohenlohe-Schillingsfürst übernimmt das Amt des Finanzministers.
- Österreich-Ungarn: Karl I. übernimmt per Tagesbefehl den Oberbefehl des Heeres.
- Deutsches Kaiserreich: Das diesel-elektrische U-Boot U 61 wird in Dienst gestellt.
- Zwischen Hoboken und Rotterdam: Die Samland, ein Schiff im Dienst der Kommission für das Belgische Hilfswerk, wird von dem deutschen Hilfskreuzer Möve angehalten. Die Begegnung wird eine Woche später bekannt und löst eine Kontroverse aus.

### Sonntag, 3. Dezember
- Frankreich: Joseph Joffre wird wegen der Verluste an der Somme als Befehlshaber der französischen Streitkräfte von Robert Nivelle abgelöst der die erfolgreiche Gegenoffensive bei Verdun geführt hatte.

### Montag, 4. Dezember
- Deutsches Kaiserreich: Das Kriegsernährungsamt ordnet zur Sicherung der Volksernährung die Beschlagnahme aller Vorräte an Steckrüben an.[2]
- 480 Seemeilen nordwestlich von Teneriffa: Die Pío IX, ein Passagierschiff der spanischen Reederei Pinillos Izquierdo y Compañía, gerät in einen schweren Sturm, schlägt Leck und sinkt tags darauf.
- 125 Seemeilen östlich von Malta: Der von der britischen Regierung als Truppentransporter verwendete Ozeandampfer Caledonia wird von dem deutschen U-Boot U 65 versenkt.

### Dienstag, 5. Dezember

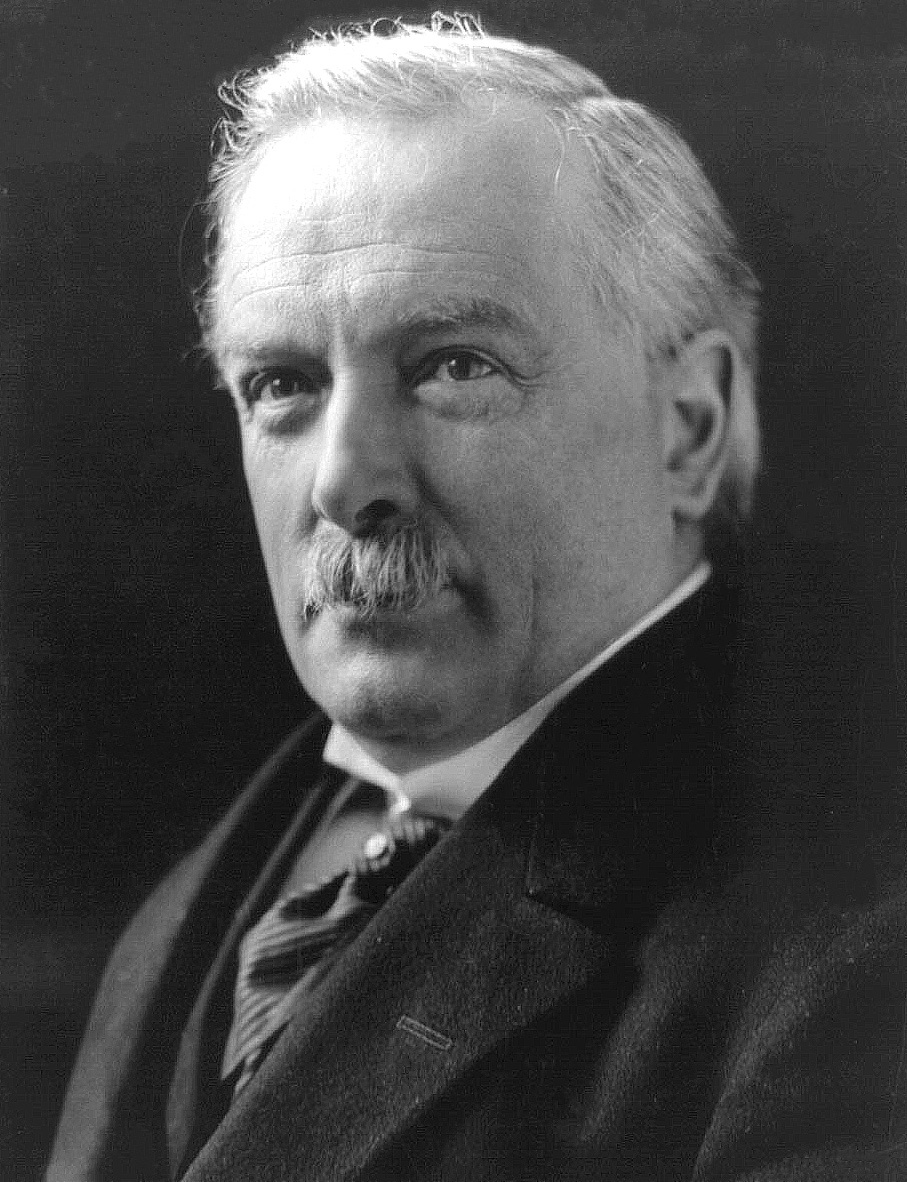
Regierungschef David Lloyd George, 1919

- Vereinigtes Königreich: Herbert Henry Asquith tritt als Premierminister zurück. Er und seine Regierungsmannschaft werden in der Folge durch die von David Lloyd George angeführte Regierung Lloyd George ersetzt.

### Mittwoch, 6. Dezember

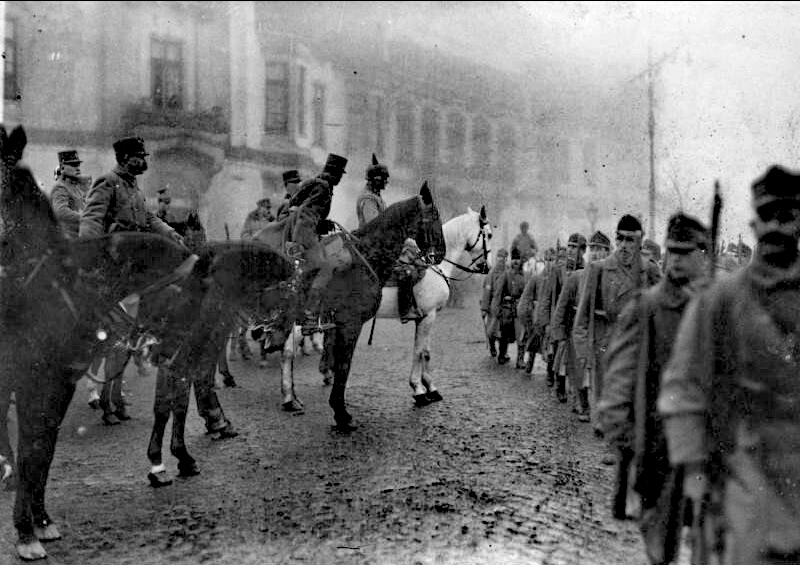
Einmarsch österreich-ungarischer Truppen in Bukarest

- Deutsches Kaiserreich: Das Gesetz über den vaterländischen Hilfsdienst tritt in Kraft. Umgangssprachlich auch Hilfsdienstgesetz genannt soll es Kräfte für den Krieg mobilisieren und der revolutionären Bewegung entgegenwirken.
- Bukarest/Königreich Rumänien: Soldaten der Heeresgruppe Mackensen dringen in die rumänische Hauptstadt ein. Die Schlacht am Argesch wird damit mit einem Erfolg der Mittelmächte beendet.

### Donnerstag, 7. Dezember
- Deutsches Kaiserreich: Oberstleutnant Viktor Keller wird Chef des Stabes der Heeresgruppe Linsingen.
- Österreich-Ungarn: Es findet ein Treffen der beiden verbündeten Monarchen Karl I./IV. und Wilhelm II. (Deutsches Reich) und ihrer Spitzenmilitärs in Teschen statt;[3] Kurz danach wird das österreich-ungarische Armeeoberkommando im Auftrag des Kaisers in das im Eigentum von Friedrich stehende Schloss Weilburg in Baden bei Wien verlegt, wo es Kaiser Karls Residenz Schloss Laxenburg sehr nahe ist.
- Stuttgart/Deutsches Kaiserreich: Das Triadische Ballett hat im Stadtgarten eine Teil-Uraufführung.
- Kappadokien/Osmanisches Reich: Paul Nègre wird römisch-katholischer Titularbischof von Cybistra

### Freitag, 8. Dezember

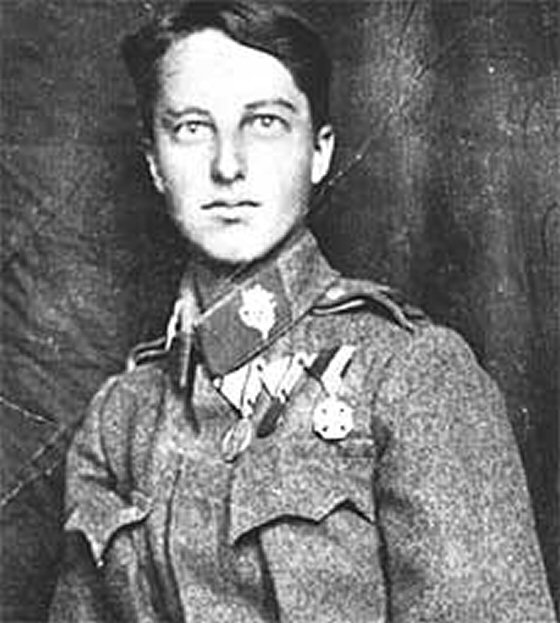
Viktoria Savs

- Berlin/Deutsches Kaiserreich: Die erste öffentliche Vorführung des Musikfilms Martha findet im Mozartsall statt. Dirigent dieser Aufführungen ist Giuseppe Becce.
- Österreich-Ungarn: Nach einer Separatvorführung am 23. November 1916 läuft das Stummfilmmelodram Wenn Menschen reif zur Liebe werden für das Massenpublikum an.
- Österreich-Ungarn: Viktoria Savs, eine von zwei bekannten österreichischen Frontsoldatinnen, erreicht bei Armeekommandant Erzherzog Eugen die Genehmigung, als freiwillige Landsturmarbeiterin mit der Waffe in der Hand zu dienen und rückt in der Folge zum Landsturminfanteriebataillon Innsbruck II ein, in dem auch ihr Vater als Zugsführer dient. Sie erhält auch die geheime Genehmigung zum Fronteinsatz.

### Samstag, 9. Dezember

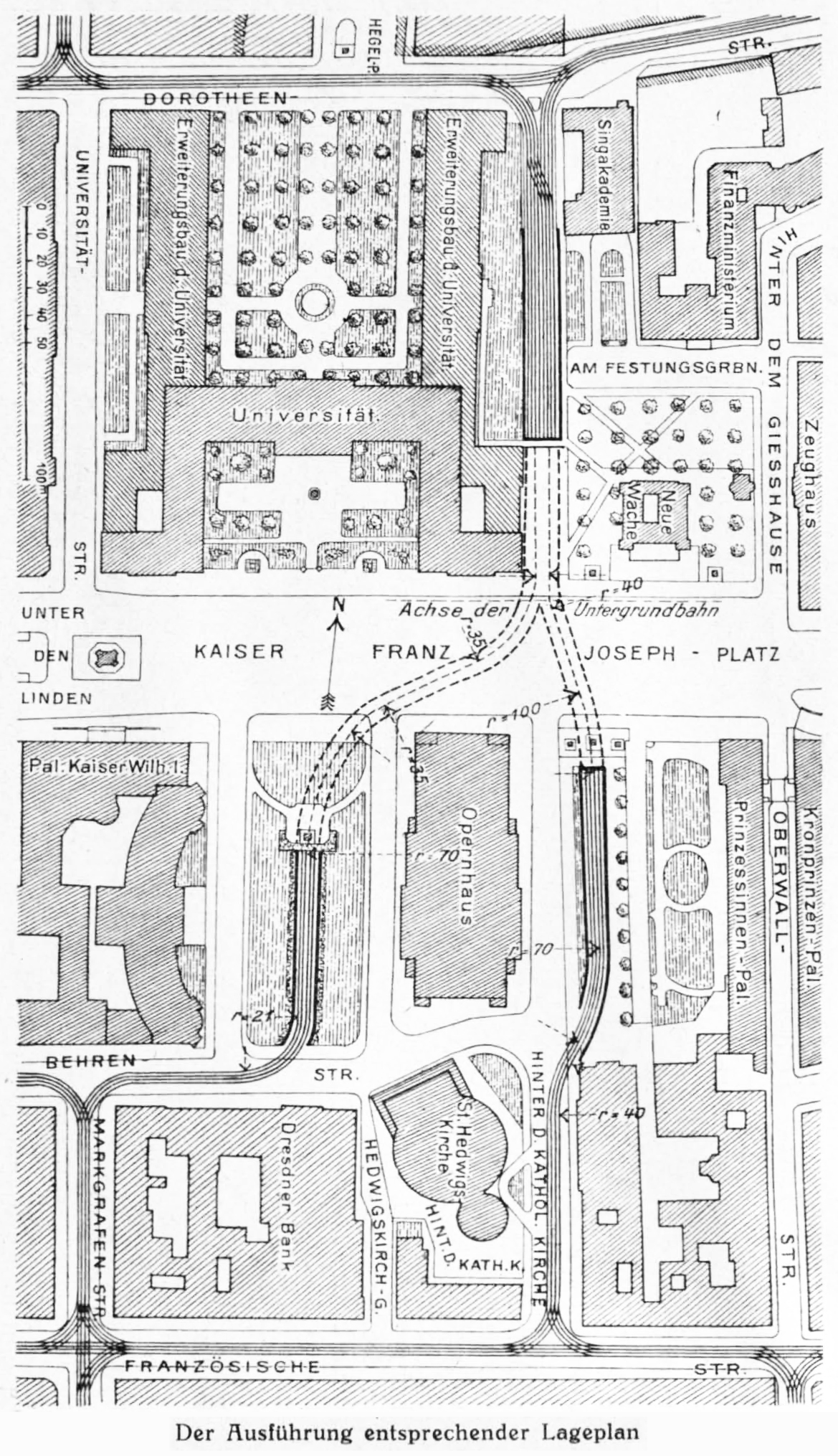
Zur Ausführung bestimmter Entwurf des Lindentunnels.

- Berlin/Deutsches Kaiserreich: Die Abnahme des Lindentunnels erfolgt in Gegenwart der Vertreter des Polizeipräsidiums und der Königlichen Eisenbahn-Direktion, des Stadtbaurates Friedrich Krause, Vertretern des Verbandes Groß-Berlin sowie den Direktoren der drei Straßenbahngesellschaften. Die Anwesenden durchschreiten den Tunnel zunächst in beiden Richtungen, bevor dieser von zwei Wagen der Städtischen Straßenbahn befahren wird.
- Deutsches Kaiserreich: Paul von Hindenburg erhält das Großkreuz des Eisernen Kreuzes in einer Sonderstufe die als Hindenburgstern bezeichnet wird. In den Wirren des Zweiten Weltkrieges verschwindet es aus dem Preußischen Armeemuseum und gilt seitdem als verschollen.
- Lübtheen/Deutsches Kaiserreich: Das Kali- und Steinsalzbergwerk läuft in der Nacht innerhalb weniger Stunden mit Wasser voll und muss geschlossen werden.
- Vereinigtes Königreich: Die Royal Navy bestellt die Zerstörer Walker und Whitley.
- Dänemark: Das Stummfilmdrama Dora Brandes feiert Premiere.

### Sonntag, 10. Dezember

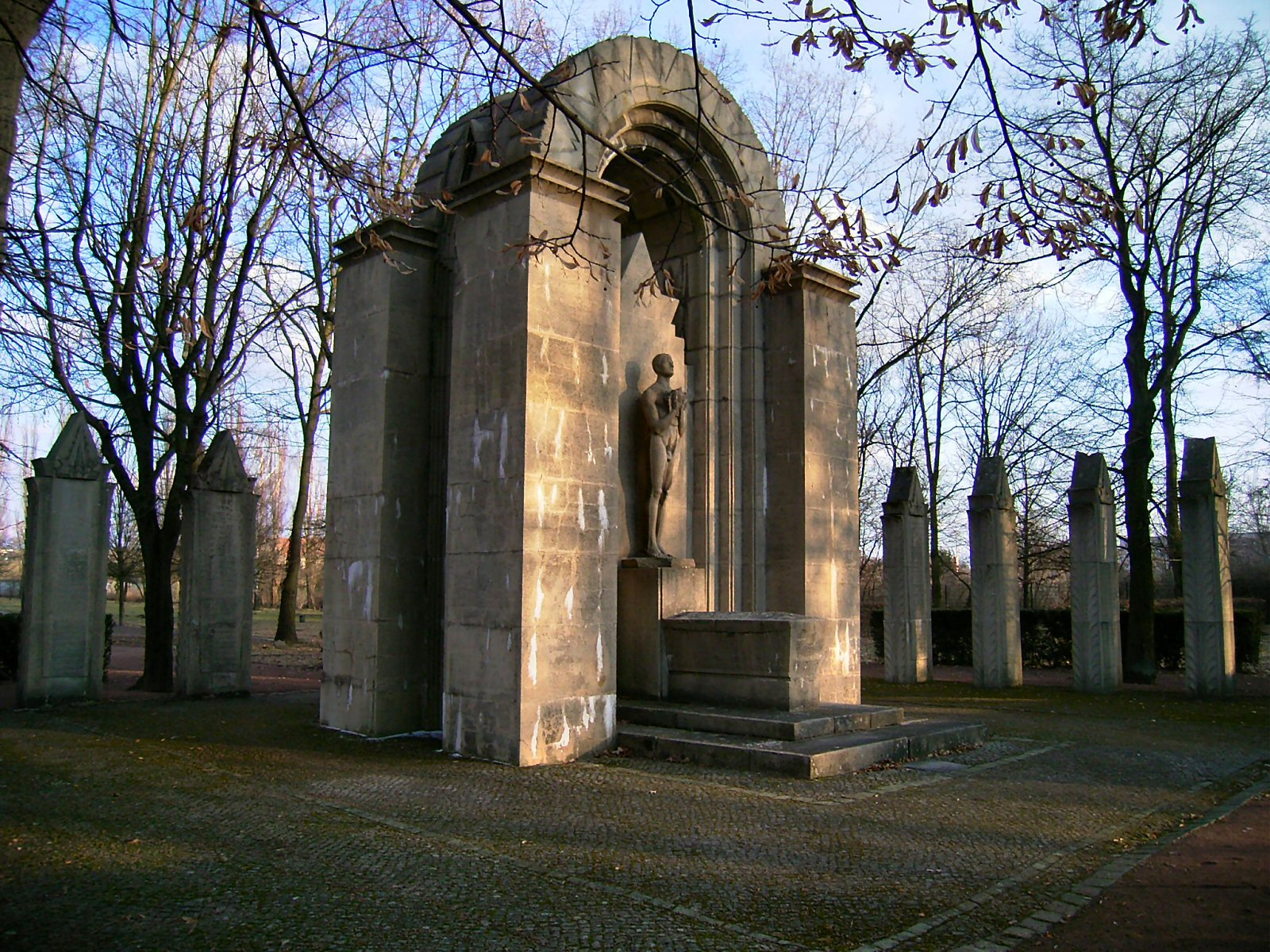
Das Boelcke-Grabmal auf dem Ehrenfriedhof der Stadt Dessau

- Deutsches Kaiserreich: Die Jagdstaffel 2 wird zu Ehren ihres ersten Kommandanten Oswald Boelcke durch kaiserliche Kabinettsorder rückwirkend zum 28. Oktober 1916, seinem Todestag, in Jagdstaffel Boelcke umbenannt.[4]
- Vereinigtes Königreich: Aufgrund eines Mangels an Frachtschiffen wird mit dem New Ministeries and Secretaries Act die Stelle des Shipping Controller geschaffen, um das Handelsschiffswesen zu verwalten und zu organisieren.
- Rumänien: Ion I. C. Brătianu wird als Folge einer erfolgreichen Gegenoffensive der Mittelmächte und dem Zusammenbruch der rumänischen Armee als Ministerpräsident abgesetzt.
- St. Petersburg/Russisches Zarenreich: Das Toccata in d-moll, opus 11 – ein Werk für Klavier von Sergei Prokofjew – wird uraufgeführt. Der Komponist spielt selbst am Klavier.
- Atlantik 950 km südöstlich von Kap Race, Neufundland: Die Möve trifft auf das britische 10.077 BRT Dampfschiff Georgic von der White Star Line, das mit 1200 Pferden, Öl und Weizen an Bord auf dem Weg von Philadelphia nach Brest in Frankreich ist.[5] Die Georgic ignoriert die Signale mit der Aufforderung zu stoppen und setzt ihre Fahrt fort. Die Möve feuert und tötet ein Besatzungsmitglied der Georgic. 142 Offiziere und Mannschaften werden gefangen genommen und an Bord der Möve gebracht. Obwohl die Besatzung der Georgic darauf drängt, das Schiff als Prise in das besetzte Frankreich bringen zu lassen, um die Pferde zu retten, versenkt der Kommandant der Möve – Nikolaus Graf zu Dohna-Schlodien – die Georgic vor Ort.[6]

### Montag, 11. Dezember

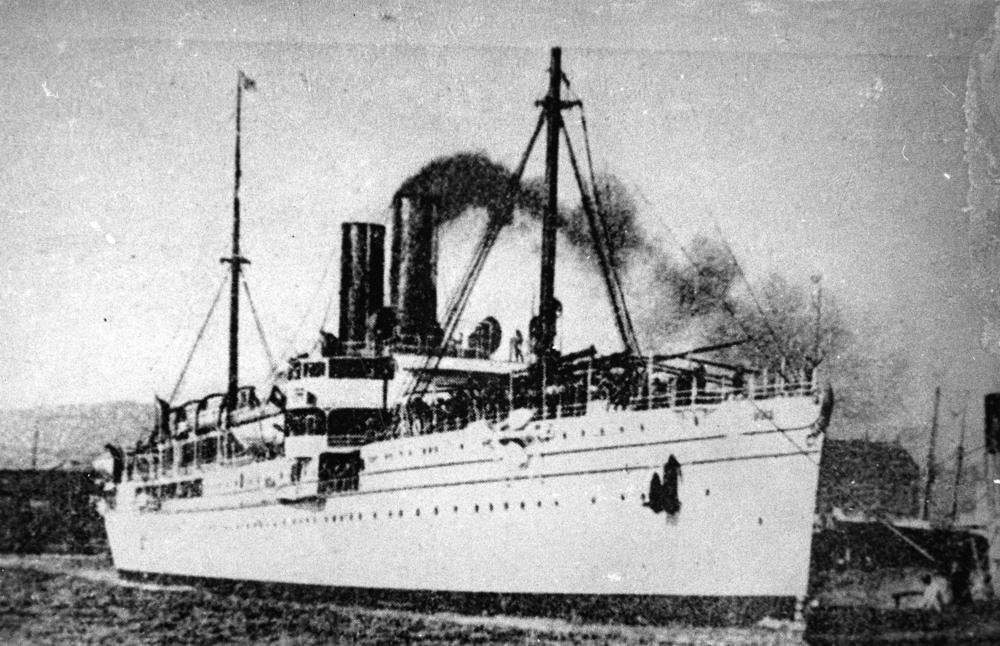
Handelsschiff Indus

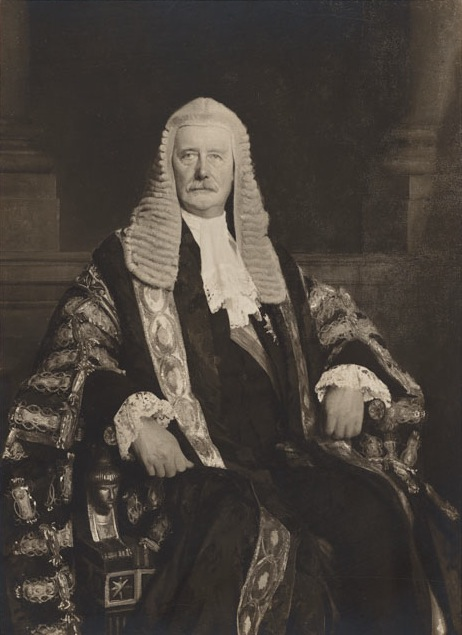
George Cave, 1. Viscount Cave

- Zehn Seemeilen südlich der Insel Pantelleria/Italien: In einem Geleitzug fahrend wird die französische Indus von dem deutschen U-Boot U 63 (Kapitänleutnant Otto Schultze) torpediert und sinkt auf der Position 36° 36′ N, 12° 10′ O. Drei französische und sieben arabische Besatzungsmitglieder sowie 26 Passagiere kommen dabei ums Leben.
- Vereinigtes Königreich: George Cave, 1. Viscount Cave wird Innenminister.
- Frankreich: Pierre Auguste Roques gibt das Amt des Kriegsministers an Hubert Lyautey ab, nachdem sein Freund Joffre eine Woche zuvor, am 3. Dezember, den Oberbefehl über das französische Heer hatte abgeben müssen.
- Ravenshoe/Australien: Der Ort wird durch eine Eisenbahnstrecke mit Cairns verbunden.
- Niederösterreich/Österreich-Ungarn: Die Landeskonferenz der deutschen Sozialdemokratie fordert neben einem annexionslosen Frieden von der k.k. Regierung auch die vollständige und sofortige Freigabe der Erörterung der Kriegsziele in Presse und Versammlungen, die durch die Kriegszensur verhindert wird.[7]
- Brindisi/Italien: Das italienische Linienschiff RN Regina Margherita sinkt bei Sturm durch eine Mine, die vom deutschen Unterseeboot UC 14 gelegt worden war. 674 Menschen sterben dabei.[8]

### Dienstag, 12. Dezember
- Europa: Nach der Eroberung Rumäniens wird ein Friedensangebot der Mittelmächte veröffentlicht, das aber ohne Folgen bleibt.

### Mittwoch, 13. Dezember

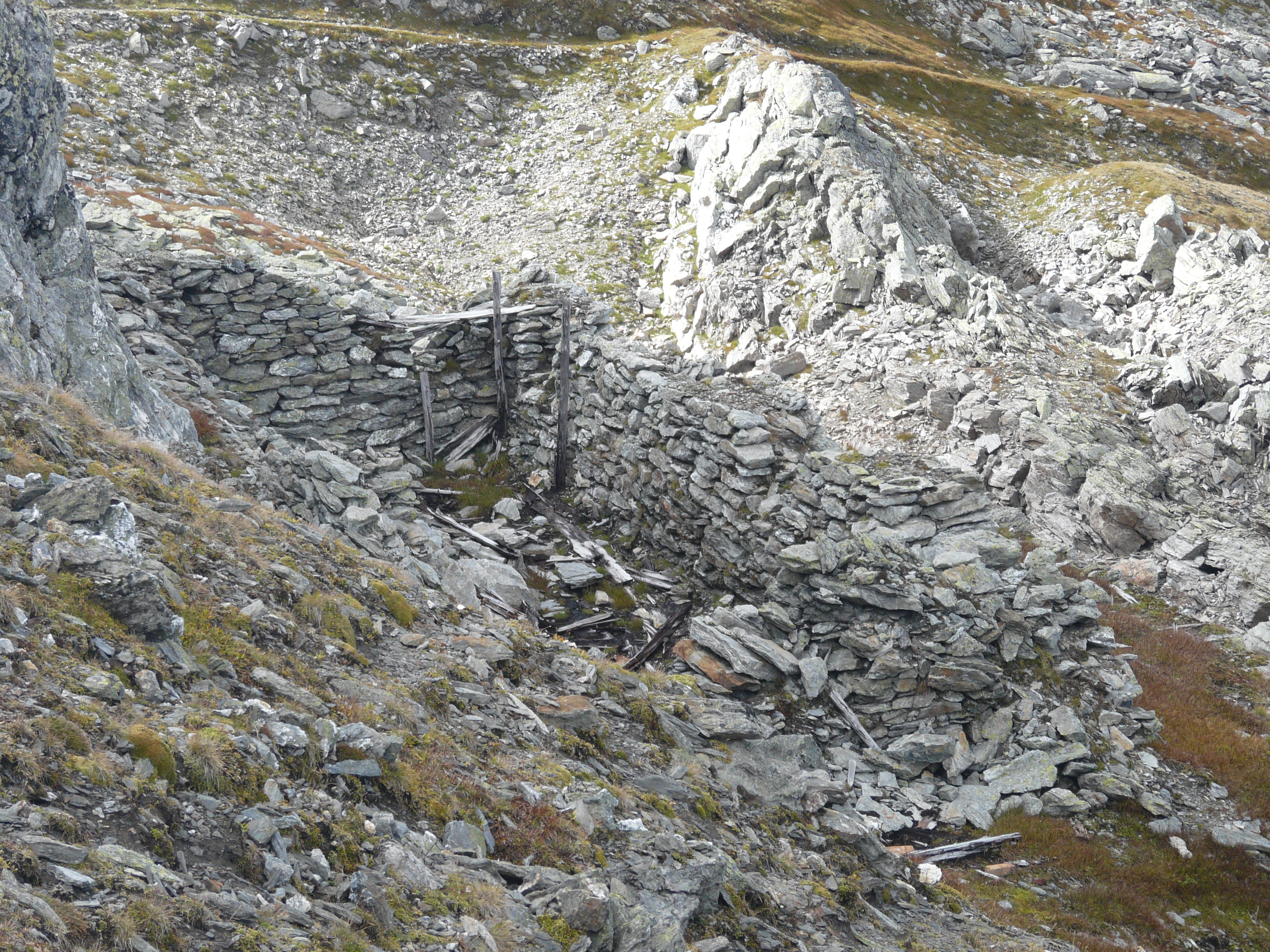
Verfallener Stellungsbau auf der Kammlinie der Karnischen Alpen

- Südalpen: Nach neun Tagen Schneefall, erreichte die Schneedecke an der alpinen Kriegsfront ein kritisches Gewicht. Ein Wetterumschwung führte zudem warme und feuchte Luftmassen aus dem Mittelmeerraum in die Südalpen und ließ es auch in höheren Lagen regnen. Bei Dutzenden von Lawinenabgängen starben bis zu 5000 Soldaten.

### Donnerstag, 14. Dezember

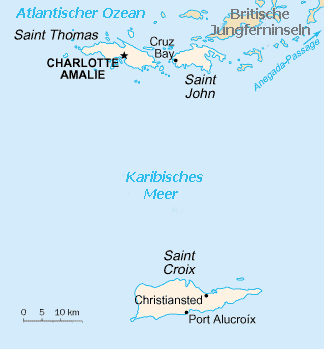
Lage von Dänisch-Westindien im Karibischen Meer

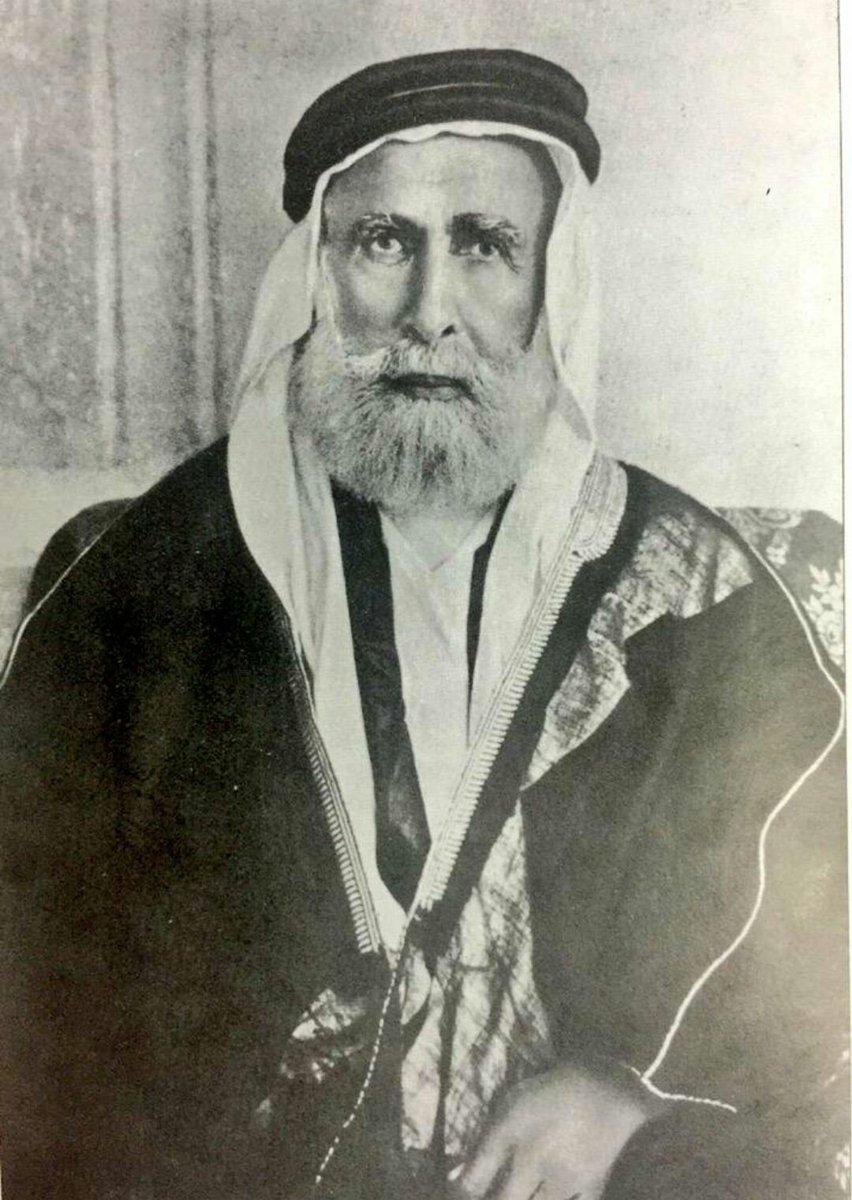
Hussein ibn Ali

- Deutsches Kaiserreich: Die zwei Tage zuvor von der Möve als Prise aufgebrachte britische Saint Théodore wird unter dem Namen Geier als Hilfsschiff in Betrieb genommen.
- Dänemark: In der ersten Volksabstimmung in dem Land wird beschlossen, Dänisch-Westindien an die USA zu verkaufen. Am 1. April 1917 wechselten die Inseln für 25 Millionen Dollar den Besitzer.
- Böblingen/Deutsches Kaiserreich: Die Jagdstaffel 28, eine Einheit der Luftstreitkräfte, wird aufgestellt.
- Königreich Hedschas: Aziz Ali al-Misri wird aufgrund der Fürsprache von Ronald Storrs von Hussein ibn Ali zum Kriegsminister ernannt.[9]

### Dienstag, 19. Dezember
- Verdun/Frankreich: Die seit dem 21. Februar 1916 tobende Schlacht um Verdun endet ohne wesentliche Verschiebung des Frontverlaufs.

### Samstag, 30. Dezember

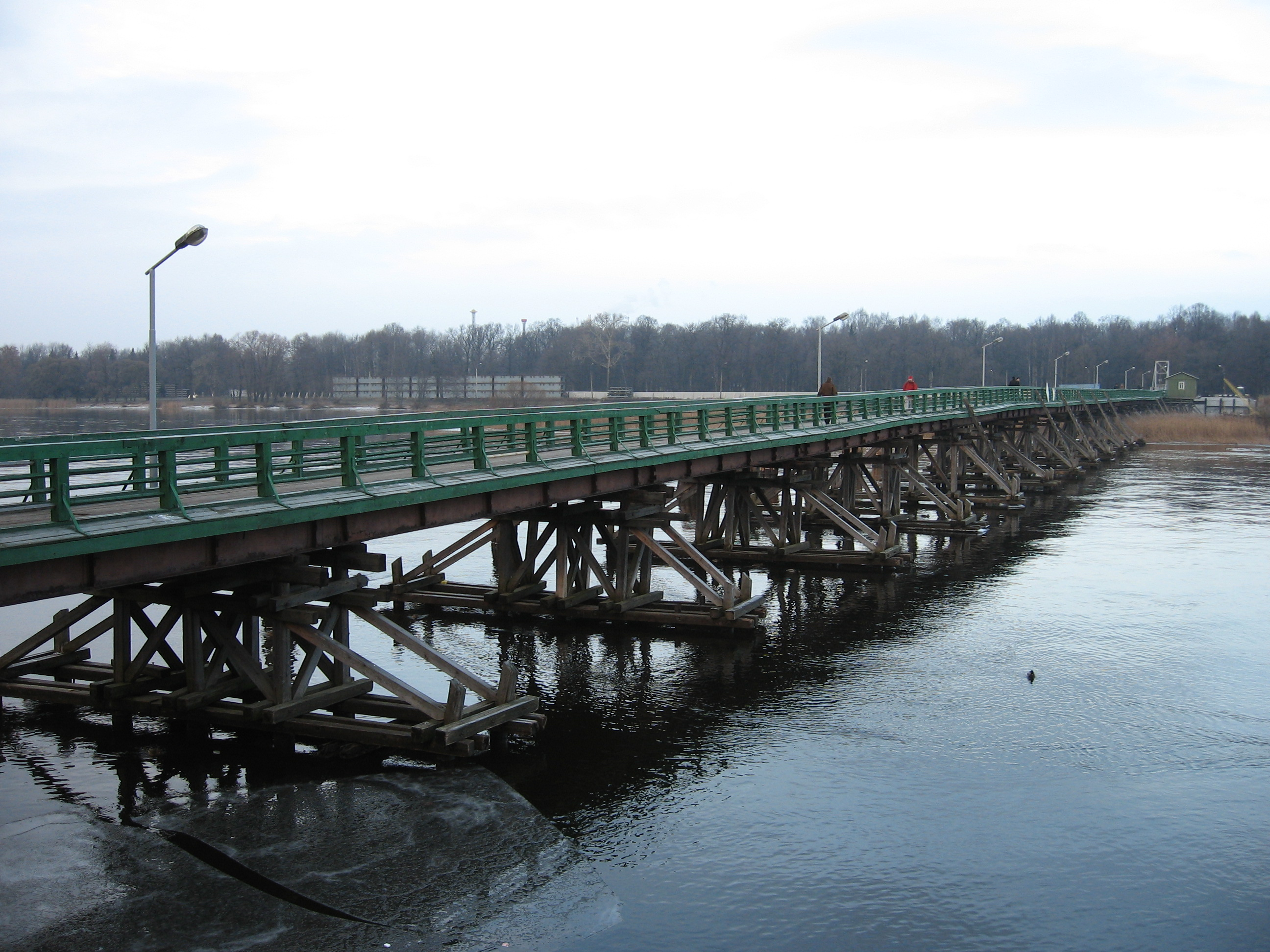
Große-Petrowski-Brücke zur Krestowski-Insel, wo Rasputins Leiche in der Kleinen Newka versenkt wurde und wieder auftauchte

- Petrograd/Russisches Kaiserreich: Der Wanderprediger Rasputin wird von Fürst Felix Felixowitsch Jussupow, dem Dumaabgeordneten Wladimir Purischkewitsch und Großfürst Dimitri Pawlowitsch mit Unterstützung des britischen Geheimdienstes ermordet.